# Jay Sweet
Jay Sweet (* 11. August 1975 in Adelaide) ist ein ehemaliger australischer Radrennfahrer und nationaler Meister im Radsport.

## Sportliche Laufbahn
Als Amateur gewann er 1994 eine Etappe der Commonwealth Bank Classic. 1996 wurde er nationaler Meister im Kriterium vor Baden Burke. Er gewann Etappen im Commonwealth Bank Classic, der Schweden-Rundfahrt, der Tour de l’Avenir, der Tour de Langkawi und im Bay Cycling Classic. 1997 gewann er fünf Etappen im Commonwealth Bank Classic sowie eine in der Japan-Rundfahrt und im Bay Cycling Classic. 1998 holte er wieder Etappensiege in der Tour de l’Avenir und im Commonwealth Bank Classic, sowie in der Prudential Tour. 1998 siegte er im Straßenrennen der Männer bei den Commonwealth Games.
In der Tour de Picardie war er 1999 auf einem Tagesabschnitt erfolgreich (ebenso 2000). 2001 kamen Etappensiege in der Rhodos-Rundfahrt, der Herald Sun Tour und der Tour de l’Ain dazu.
Von 1997 bis 2003 war er als Berufsfahrer aktiv. 1999 schied er in der Tour de France aus.

## Berufliches
Nach seiner Laufbahn ging er nach Neuseeland und arbeitete dort er einige Zeit als Berufsfischer. 2012 kehrte er in seine Heimat zurück und arbeitete als Steinmetz.